# パワーハラスメント
パワーハラスメント（和製英語：Power Harassment、英: Harassment、Workplace Bullying）とは、組織内虐待の1つであり、主に社会的な地位の強い者（政治家・上司・役員・大学教授など）による、自らの権力や組織内の優位性を利用したいじめや嫌がらせのことである。略称はパワハラ。近年ではパワハラの定義が広義となっており、上司からのいじめや、学校でのいじめ（スクール・セクシュアル・ハラスメント、アカデミックハラスメント）も対象となることがある。
日本におけるパワーハラスメントの事例については日本のパワーハラスメント事例を参照。

## 概要

### 定義
パワーハラスメントとは、2001年に岡田康子（クオレ・シー・キューブ（東京のコンサルティング会社）代表取締役）によって提唱された和製英語である。セクハラ以外にも職場にはハラスメントがあると考えた岡田らは、2001年12月より定期的に一般の労働者から相談を受け付け、その結果を調査・研究し、2003年に「パワーハラスメントとは、職権などのパワーを背景にして、本来業務の適正な範囲を超えて、継続的に人格や尊厳を侵害する言動を行い、就労者の働く環境を悪化させる、あるいは雇用不安を与える」と初定義した 。「パワーハラスメント」は日本独特の用語であり、英語では職場で繰り返される不快な行為を「Harassment」「Workplace Bullying」などと捉えられることが多い。

### 厚生労働省による定義
厚生労働省は身体的な暴力、精神的虐待（強迫・暴言）、人間関係の切り離し、過大な要求、過小な要求、私的な領域への侵害などをパワハラに定義している。法的責任やその訴訟に関わるコストだけでなく、健康被害や職場の生産性低下による損失があるとしており、対策として相談窓口の設置、管理職の研究会への参加、就業規則に盛り込むといったことが挙げられている。
厚生労働省は「職場のパワーハラスメントとは、同じ職場で働く者に対して、職務上の地位や人間関係などの職場内の優位性（※）を背景に、業務の適正な範囲を超えて、精神的・身体的苦痛を与えるまたは職場環境を悪化させる行為等をいう。※上司から部下に行われるものだけでなく、先輩・後輩間や同僚間、さらには部下から上司に対して様々な優位性を背景に行われるもの等も含まれる」という定義を提案した。また、これ以外のパワハラにも十分注意すべきであるとし、2012年1月にパワーハラスメントの典型例を示した。
1. 暴行・傷害（身体的な攻撃）
2. 脅迫・名誉毀損・侮辱・ひどい暴言（精神的な攻撃）
3. 隔離・仲間外し・無視（人間関係からの切り離し）
4. 業務上明らかに不要なことや遂行不可能なことの強制、仕事の妨害（過大な要求）
5. 業務上の合理性なく、能力や経験とかけ離れた程度の低い仕事を命じることや仕事を与えないこと（過小な要求）
6. 私的なことに過度に立ち入ること（個の侵害）

厚生労働省はパワハラの被害者に対して、総合労働相談コーナーなどの職場の外部の相談窓口への相談を勧めている。
厚生労働省の外郭団体である21世紀職業財団がパワハラの類型を提示し、啓発ポスターなどに取り入れている。
1. 「公開叱責（多数の面前での叱責）、人格否定」
2. 「感情を丸出しにするモンスター上司、給料泥棒呼ばわりする」
3. 「退職勧奨や脅し」
4. 「無視の命令」
5. 「困難な仕事を与えて低評価にする、過剰なノルマ」
6. 「パワハラの訴えを聞き流す」

### 背景
日本でパワハラが生じやすい最大の理由として閉鎖性が挙げられる。組織が閉鎖的だと上下関係が固定的になり、パワハラそのものが外部に表面化しにくく、上司と部下の双方が承認依存関係になりやすいためである。
パワハラの定義には学校のいじめも含まれることがある。日本の学校では授業毎に生徒や教室を変えたりせず、リモート教育も普及しておらず、生徒が毎日同じ場所（学校・校舎）へ集まり、クラスで固定することによって閉鎖性が生じ、いじめが発生する。これは職場でも同様である。学校のいじめはスクールハラスメントと呼ばれることがあり、大学で発生する物はアカデミックハラスメントと呼ばれることがある。

## 精神的なパワハラ攻撃の例・結果
「昇給させないぞ」「給料分は働け」「休憩ばかりでなく仕事しろ」「お前の育ちは…」といった威嚇的言動は21世紀には人権侵害であると認識されている。パワハラではなく適切な指導を行うには、どの行動が問題か、遅刻することで何が起こるか、評価がどう変わるか、続くなら減給の処置がありえるといった点を伝えたり（ただし強調しすぎると脅迫になり、これもパワハラとなる）、それが確かに伝わったかを確認する必要もある。パワハラを受けたことが原因で、更に無視や仲間外れなどの職場いじめに発展する場合もある。正当な叱責の場合でも、1度ではなく執拗に長期間批判する、大声で怒鳴りつける、多数の面前での見せしめ（懲罰的な公開叱責）、人格否定など、方法を誤るとパワハラとなり、違法性が生ずる。パワハラは仕事への意欲や業績の低下、心身の健康被害、会社全体の士気や企業倫理の低下、優秀な人材の流出、生産性低下となり、会社は損失を被る。
2022年3月の労災申請で、上司による同意のない性的指向暴露アウティングはパワーハラスメントであると認定された。

### 刑事責任
暴力を振るうと傷害罪・暴行罪、精神的に攻撃をすると名誉毀損・侮辱罪に問われる可能性があり、民法の不法行為や労働基準法違反も成立することがある。加害者を雇用している企業がパワーハラスメントを放置した場合、職場環境調整義務違反に問われ、加害者やその上司への懲戒処分などが求められる。加害者にパワハラの自覚がなく、指導と思い込んでいるケースが多く、対処法としては記録を残し、行政機関など外部への告発が有効とされる。
以下の事例のようにパワーハラスメント行為が刑法に接触する場合、刑事罰となる可能性もある。
- 従業員 Aに職場に戻るように言い、同人や作業長がAの腕を掴んで引き戻し、Aの右上腕内部が皮下出血となった場合は傷害罪（刑法204条）[22]。
- 上司 Aが全従業員の前で横領事件を告げ、従業員 B・Cに対し「二年間も横領が続くことは誰かが協力しないとできない」「被害者ら2名は関与しない」「正直に言うならば許してやる」などと告げると名誉毀損罪（刑法230条）[23]。

事実を掲示せずに侮辱すると侮辱罪（刑法231条）となる。

### 民事責任
パワーハラスメントによって被害者に損害が生じた場合には、行為者は民法上の不法行為責任（民法709条）により財産上の損害を賠償する責めを負い、また710条により慰謝料を支払う義務を負う。
パワーハラスメントが事業執行に関して行われると、民法715条により使用者責任を負う。使用者がパワーハラスメントが行われていたことを認識していたにもかかわらずにこれを防止せず、放置した経緯がある場合、使用者は雇用契約に基づく安全配慮義務違反による債務不履行責任（民法415条）を負い、損害を賠償する義務を負う。

## パワハラに対する取り組み・被害者支援
いじめ・嫌がらせ行為への対策は1993年のスウェーデンでの防止規則を皮切りに欧米諸国での法制化が行われてきた。1993年以降に欧米諸国で法制化が行われ、2019年にはこれを禁じる国際労働機関（ILO）第190号条約が制定された。
東京都は1995年から「職場において、地位や人間関係で弱い立場の労働者に対して、精神的又は身体的な苦痛を与えることにより、結果として労働者の働く権利を侵害し、職場環境を悪化させる行為」という定義のもとで労働相談を受け付けている。
2009年の金子雅臣の『パワーハラスメント なぜ起こる? どう防ぐ?』 による定義は、「職場において、地位や人間関係で弱い立場の相手に対して、繰り返し精神的又は身体的苦痛を与えることにより、結果として働く人たちの権利を侵害し、職場環境を悪化させる行為」で、ハラスメントであるか否かの判断基準は、「執拗に繰り返されることが基本」であり、しかし「一回限りでも、相手に与える衝撃の大きさによって」ハラスメントとみなされる。
2007年には裁判によってうつ病と労働環境との因果関係を認定する判決が下され、2008年には厚生労働省も各都道府県労働局に対し通達を行ってきたし、2009年には労災基準に嫌がらせや暴行といったものを追加した。
パワーハラスメントの定義・指針を策定した9県は、岩手県（2005年）・大分県（2006年）・佐賀県（2007年）・熊本県（2007年）・富山県（2008年）・兵庫県（2009年）・和歌山県（2009年）・静岡県（人権啓発センター：2009年、人権問題に関する調査・職場における人権問題）・沖縄県教育委員会（ホームページでもパワハラ定義を公開2010年）。岩手・大分・佐賀・熊本の4県は「コンプライアンス基本方針」や、セクハラも含む「ハラスメント要綱」などの一部に盛り込んだ。
長嶋あけみは2010年に「パワー・ハラスメントの場合には、部署の異動や、加害者への処分を希望すれば、担当部署と連携して解決に当たる」「心身の健康を取り戻し、失った自信や自尊心を回復することのお手伝い」などの心理的ケアも行う。心身が不調になる場合や心的外傷後ストレス障害（PTSD）が発症する場合もあり、「医療が必要な相談者には、医療機関への受診を勧め、治療と並行しながら、支援を進めていく」と述べた。
2011年には厚生労働省によるワーキンググループが組織された。
2018年には日本の企業の「相談窓口の設置」「管理職を研究会に参加させる」「就業規則に盛り込む」といった厚生労働省の推奨している予防策の実施が顕著となった。8割の企業が相談窓口を設置し、6割の企業が就業規則に対策を盛り込んでいるという。
2019年5月29日の参議院本会議で「女性の職業生活における活躍の推進に関する法律等の一部を改正する法律案」が可決され、パワーハラスメント防止法が成立した（施行時期は、早ければ大企業が2020年4月、中小企業が2022年4月から義務化する）。
2020年6月1日に、職場での上司・教員による地位を利用したパワハラ被害を防止するため、企業にパワハラ対策を義務付ける法律が施行された。大企業は2020年6月1日、中小企業は2022年4月より義務化された。また企業へ相談を義務付け、相談を受けても適切な対策を行わないなどの悪質な場合、企業名を公表することが可能となった。心理的苦痛による精神障害となった者の労災認定基準も新たに「長時間にわたる執拗な叱責」として改定された。